# 凹葉雙鱗蘚
凹葉雙鱗蘚（学名：Diplasiolejeunea cavifolia）为細鱗蘚科雙鱗蘚屬下的一个种。